# Вільчинська Тетяна Пилипівна
Тетяна Пилипівна Вільчинська (нар. 10 червня 1962, Берізки, УРСР) — українська мовознавиця, докторка філологічних наук (2001), професорка (2012). Дружина Олександра Вільчинського.

## Життєпис
Тетяна Вільчинська народилася 10 червня 1962 року у селі Березках, нині Кривоозерської громади Первомайського району Миколаївської области України.
Закінчила філологічний факультет Одеського державного університету ім. І. І. Мечникова (1984). Доцентка (2001—2012), від 2012 — професорка катедри української мови, від 2014 — декан філологічного факультету (нині факультет філології і журналістики) Тернопільського національного педагогічного університету імені Володимира Гнатюка.

### Наукова діяльність
У 1996 році захистила кандидатську дисертацію на тему «Семантико-словотвірна характеристика оцінних назв осіб в українській мові» (Львівський державний університет ім. Івана Франка). У 2009 — докторську дисертацію на тему «Розвиток концептосфери сакрального в українській поетичній мові XVII-XX ст.» (Інститут філології Київського національного університету імені Тараса Шевченка).
Сфера наукових інтересів: Лексикологія і граматика української мови, когнітивна лінгвістика, лінгвоконцептологія, етнолінгвістика, лінгвокультурологія, прагмалінгвістика, аксіологічна лінгвістика, лінгвопоетика.
Головна редакторка «Наукових записок ТНПУ. Серія Мовознавство», член редакційних колегій журналів «Наукові записки ТНПУ. Серія Літературознавство», «Медіапростір» (ТНПУ імені Володимира Гнатюка), «Філологічний дискурс» (Хмельницька гуманітарно-педагогічна академія); рецензентом інших фахових видань.
Авторка понад 170 публікацій, а також численних підручників, посібників, наукових статей і навчально-методичних матеріалів з історії мови та сучасної української літературної мови.
Праці:
- Концептуалізація сакрального в українській поетичній мові XVII-XVIII ст. (2008)[3],
- Когнітологія та концептологія в лінгвістичному висвітленні (2011, у співавторстві)[4],
- Сучасна українська літературна мова. Морфологія (2016, у співавторстві)[5],
- Фразеологізми у творах Богдана Лепкого. Словник (2010)[6],
- Фразеологія творів Бориса Харчука (2012)[7],
- Індивідуально-авторська картина світу: становлення поняття (2008)[8],
- Лінгвалізація сакрально-хтонічного в індивідуально-авторській картині світу М. Коцюбинського (на прикладі концепту «чорт»; 2015)[9].